# Ejectief
In de fonetiek is een ejectief  of  uitstotende medeklinker  een stemloze medeklinker die wordt gevormd door gelijktijdige sluiting en opening van de mondholte en de glottis. 
Ejectieven komen in ongeveer 20% van alle talen in de wereld voor. Het grootste aantal ejectieven bestaat uit plosieven of affricaten. Ze behoren allemaal tot de obstruenten. [K] is de meest voorkomende ejectief. 
In het Internationaal Fonetisch Alfabet worden ejectieven aangegeven met het teken van een plosief, waar een apostrof (ʼ) aan wordt toegevoegd. 
Deze pagina bevat fonetische informatie in het IPA, die in sommige browsers mogelijk niet correct wordt weergegeven.
Waar symbolen in paren voorkomen, vertegenwoordigt het rechter teken een stemhebbende medeklinker. Gearceerde gebieden bevatten medeklinkers die worden beschouwd als onuitspreekbaar.
Zie ook: IPA, Klinkers